# Hirsutotriplax mcclevei
Hirsutotriplax mcclevei är en skalbaggsart som beskrevs av Paul E.Skelley 1993. Hirsutotriplax mcclevei ingår i släktet Hirsutotriplax och familjen trädsvampbaggar. Inga underarter finns listade i Catalogue of Life.